# Voivodato de Podlaquia
El voivodato de Podlakia o Podlaquia (en polaco: Województwo podlaskie, en bielorruso: Падляскае ваяводства) es una de las 16 provincias (voivodatos) que conforman Polonia, según la división administrativa del año 1998. El 8% de su población está compuesta por minorías, especialmente bielorrusos, ucranianos y lituanos. Es por esto por lo que alberga algunas gminas que son oficialmente comunas bilingües. También es el voivodato donde se concentra la mayoría de los cristianos ortodoxos polacos. Tiene una superficie de 20.180 km², que en términos de extensión es similar a la de El Salvador. Su capital y ciudad más poblada es Białystok, además de haber sido la capital histórica de la región de Podlaquia durante la Edad Media.

## Divisiones
Ciudades-distrito
- Białystok - 295.210
- Suwałki - 69.235
- Łomża - 63.572

Distritos
- Distrito de Białystok - 220.780
- Distrito de Sokółka - 72.424
- Distrito de Bielsk - 60.050
- Distrito de Wysokie Mazowieckie - 59.720
- Distrito de Augustów - 58.966
- Distrito de Łomża - 50.887
- Distrito de Grajewo - 50.120
- Distrito de Siemiatycze - 48.603
- Distrito de Hajnówka - 48.130
- Distrito de Zambrów - 44.798
- Distrito de Mońki - 42.960
- Distrito de Kolno - 39.676
- Distrito de Suwałki - 35.136
- Distrito de Sejny - 21.331